# Alberyk (święty)
Alberyk (Alberico, Alberyk z Bagno di Romagna), (zm. 1050) – pustelnik, mnich kamedulski, święty chrześcijański.
Pochodził z Ravenny, za młodu prowadził życie pustelnicze, później został mnichem u kamedułów w Monte Fumaiolo w okolicy Sarsiny. Wprowadził funkcję konwersa, brata zakonnego do prac w gospodarstwie klasztornym i posług względem starszych mnichów.
W ikonografii przedstawiany jest w habicie kamedulskim. Jego atrybutem młody człowiek z miseczką w ręce, co jest wiązane z wprowadzeniem przez niego funkcji konwersa.